# Carn (color)
Carn era tradicionalment, als països occidentals, la designació de la gamma de colors de tons rosats característica de la pell de les persones de pell blanca. Un dels seus tons és carnació, que s'usava en heràldica.
La correcció política fa que actualment s'eviti, especialment en el món comercial, d'emprar el nom de color «carn». Però té trellat, perquè hi ha pells groguenques, vermelloses, blanquinoses, marronoses, negres… Aviat se n'hi va trobar un substitut: salmó, però defensors de la natura l'han trobat també inadequat. Actualment, doncs, es tendeix a usar el nom de préssec.